# Keegan Murray
Keegan Murray (* 19. August 2000 in Cedar Rapids) ist ein US-amerikanischer Basketballspieler. Er steht seit 2022 bei den Sacramento Kings unter Vertrag, nachdem er von diesen im NBA-Draft 2022 an vierter Stelle ausgewählt wurde.

## High School und College
Murray war als Schüler Mitglied der Basketballmannschaft der Prairie High School in seiner Heimatstadt Cedar Rapids. Er spielte als Jugendlicher auch wettkampfmäßig Golf. 2019 verließ er Iowa und ging nach Florida an die in der Stadt Daytona Beach ansässige DME Sports Academy. Zum Hochschulstudium kehrte er in seinen Heimatbundesstaat zurück und schrieb sich an der University of Iowa ein. In der Saison 2020/21 wurde Murray in der Hochschulmannschaft meist von der Bank aus ins Spiel kommend eingesetzt, erzielte Mittelwerte von 7,2 Punkten und 5,1 Rebounds je Begegnung. Diese Werte steigerte er in seinem zweiten NCAA-Spieljahr auf 23,5 Punkte sowie 8,7 Rebounds und stand 2021/22 in 35 Einsätzen jeweils in der Anfangsaufstellung. Murray wurde mit dem nach Karl Malone benannten Preis für den besten Power Forward der NCAA-Saison 2021/22 ausgezeichnet.

## Professionelle Karriere
Am 29. März 2022 gab Murray seine Teilnahme am NBA-Draft 2022 bekannt. Am 23. Juni 2022  wurde Murray an vierter Stelle von den Sacramento Kings ausgewählt.
Murray wurde am 18. Juli 2022 – nachdem er durchschnittlich 23,3 Punkte, 7,3 Rebounds und 2 Assists erzielte – zum
MVP der NBA 2k23 Summer League ernannt.

## Familie
Murrays und sein Bruder Kris sind eineiige Zwillinge. Sie waren Mannschaftskameraden an der Cedar Rapids Prairie High School, der DME Academy sowie an der University of Iowa. Vater Kenyon Murray spielte in den 1990er Jahren Basketball an derselben Hochschule.

## Karriere-Statistiken

### NCAA
| Saison  | Team   | GP | GS | MPG  | FG%  | 3P%  | FT%  | RPG | APG | SPG | BPG | PPG  |
| ------- | ------ | -- | -- | ---- | ---- | ---- | ---- | --- | --- | --- | --- | ---- |
| 2020/21 | Iowa   | 31 | 4  | 18.0 | .506 | .296 | .755 | 5.1 | 0.5 | 0.8 | 1.3 | 7.2  |
| 2021/22 | Iowa   | 35 | 35 | 31.9 | .554 | .398 | .747 | 8.7 | 1.5 | 1.3 | 1.9 | 23.5 |
| Gesamt  | Gesamt | 66 | 39 | 25.4 | .543 | .373 | .749 | 7.0 | 1.0 | 1.1 | 1.6 | 15.8 |

### NBA-Hauptrunde
| Saison  | Team       | GP  | GS  | MPG  | FG%  | 3P%  | FT%  | RPG | APG | SPG | BPG | PPG  |
| ------- | ---------- | --- | --- | ---- | ---- | ---- | ---- | --- | --- | --- | --- | ---- |
| 2022–23 | Sacramento | 80  | 78  | 29.8 | .453 | .411 | .765 | 4.6 | 1.2 | 0.8 | 0.5 | 12.2 |
| 2023–24 | Sacramento | 77  | 77  | 33.6 | .454 | .358 | .831 | 5.5 | 1.7 | 1.0 | 0.8 | 15.2 |
| Gesamt  | Gesamt     | 157 | 155 | 31.7 | .454 | .384 | .805 | 5.0 | 1.4 | 0.9 | 0.6 | 13.7 |

### NBA-Playoffs
| Saison  | Team       | GP | GS | MPG  | FG%  | 3P%  | FT%  | RPG | APG | SPG | BPG | PPG |
| ------- | ---------- | -- | -- | ---- | ---- | ---- | ---- | --- | --- | --- | --- | --- |
| 2022–23 | Sacramento | 7  | 7  | 27.7 | .448 | .375 | .667 | 6.3 | 0.7 | 0.6 | 0.3 | 9.7 |
| Gesamt  | Gesamt     | 7  | 7  | 27.7 | .448 | .375 | .667 | 6.3 | 0.7 | 0.6 | 0.3 | 9.7 |